# Syrrhapte
Syrrhaptes
Genre
Syrrhaptes est un genre d'oiseaux de la famille des Pteroclidae regroupant deux espèces de syrrhaptes.

## Liste d'espèces
Selon la classification de référence du Congrès ornithologique international (version 2.8, 2011) :
- Syrrhaptes tibetanus Gould, 1850 – Syrrhapte du Tibet
- Syrrhaptes paradoxus (Pallas, 1773) – Syrrhapte paradoxal